# Can You Keep A Secret?
「Can You Keep A Secret?」（キャン ユー キープ ア シークレット）は、宇多田ヒカルの7枚目のシングル。2001年2月16日に東芝EMIから発売された。

## 概要
- フジテレビ系列ドラマ『HERO』第1期主題歌。
- 前作に続き本作も金曜日に発売された。
- 2ndアルバム『Distance』からの先行シングル。
- 発売前日までの出荷枚数は101万枚、発売当日に発売元の東芝EMIに寄せられた追加注文は30万枚に達した[2]。公称売上（出荷）枚数は累計155万枚[3]。
- インストバージョンがドラマのサウンドトラックに収録されている。
- ジャケット写真は元夫の紀里谷和明によるもの（この時が宇多田と紀里谷の初の仕事）。
- 宇多田は『HERO』第8話にレストランのウェイトレス役でゲスト出演した。
- 権利面の関係からか、ドラマ終了後の続編では一切使用されることがなかった。
- オリコンチャートにおいて、21世紀発売のシングル作品で初めてミリオンセラーを達成した（2001年3月5日付のチャートで達成）。また、月9ドラマの主題歌では最後のミリオンセラーとなったシングルである。

## 収録曲
全作詞・作曲：宇多田ヒカル。
1. Can You Keep A Secret?(5:11)
編曲：西平彰
通学途中に車でセントラルパークを通っている際に浮かんだ曲。タイトルと歌いだしの部分の歌詞はハマりのよさから仮詞のものをそのまま使用した。また当初自身の日記で、この曲のタイトルの日本語訳は「秘密守れる?」であると書いたが、ファンから「誰にも言わない?」はどうかという案が出され、宇多田自身、その訳を非常に気に入ったというエピソードがある。ドラマ「HERO」の主題歌に決定した際、企画書を読んだ宇多田がサビの一部を書き直した。
ミュージック・ビデオには、宇多田の恋人役としてヒューマノイドロボット「PINO」が出演している[4]。
2. 蹴っ飛ばせ!(4:33)
編曲：西平彰、宇多田ヒカル
ツアー中にできた曲で、友達と遊びでバンドを組んだときに、バンド用に作った曲。宇多田の楽曲のルーツであるロックテイストを盛り込んだ曲。
3. Can You Keep A Secret? (Original Karaoke)(5:08)

## 参加ミュージシャン
- 宇多田ヒカル:all vocals（#1,2）

| Can You Keep A Secret? - 西平彰：keybords、programming - 中山信彦：synthesizer programming - 鳥山雄司：guitar - Sking1：finger snap - 本田優一郎：additional keybords - フィリップ・セス：additional keybords - 中村豊：additional programming 蹴っ飛ばせ! - 西平彰：keybords、programming - 中山信彦：synthesizer programming - 鳥山雄司：guitar |

## 収録アルバム
Can You Keep A Secret?
- 『Distance』
- 『Utada Hikaru SINGLE COLLECTION VOL.1』
- 『SCIENCE FICTION』※2024 Mixとして収録